# Конфабулација
Конфабулација је допуњавање празнина у сећању измишљеним детаљима и фиктивним епизодама односно причање измишљених, фантастичних прича као истинитих. Среће се у случајевима губитка памћења, услед можданог оштећења и деменције. За разлику од деце, конфабулација код одраслих служи одржавању самопоштовања у ситуацијама фрустрације.
Нека конфабулациона сећања имају очигледну релацију са стварним догађајима из прошлости пацијента док је друга теже повезати, јер могу да садрже елементе из разговора који су водили са неким, вести које су чули на медијима или прочитали у штампи, фантазијама које су имали итд. Овакве особе не само да верују у своја сећања већ често и поступају у складу са њима. Конфабулација није последица прикривања незнања нити покушаја да се спречи непријатност у друштву.